# سیاست جداسازی خانواده‌ها در دولت ترامپ

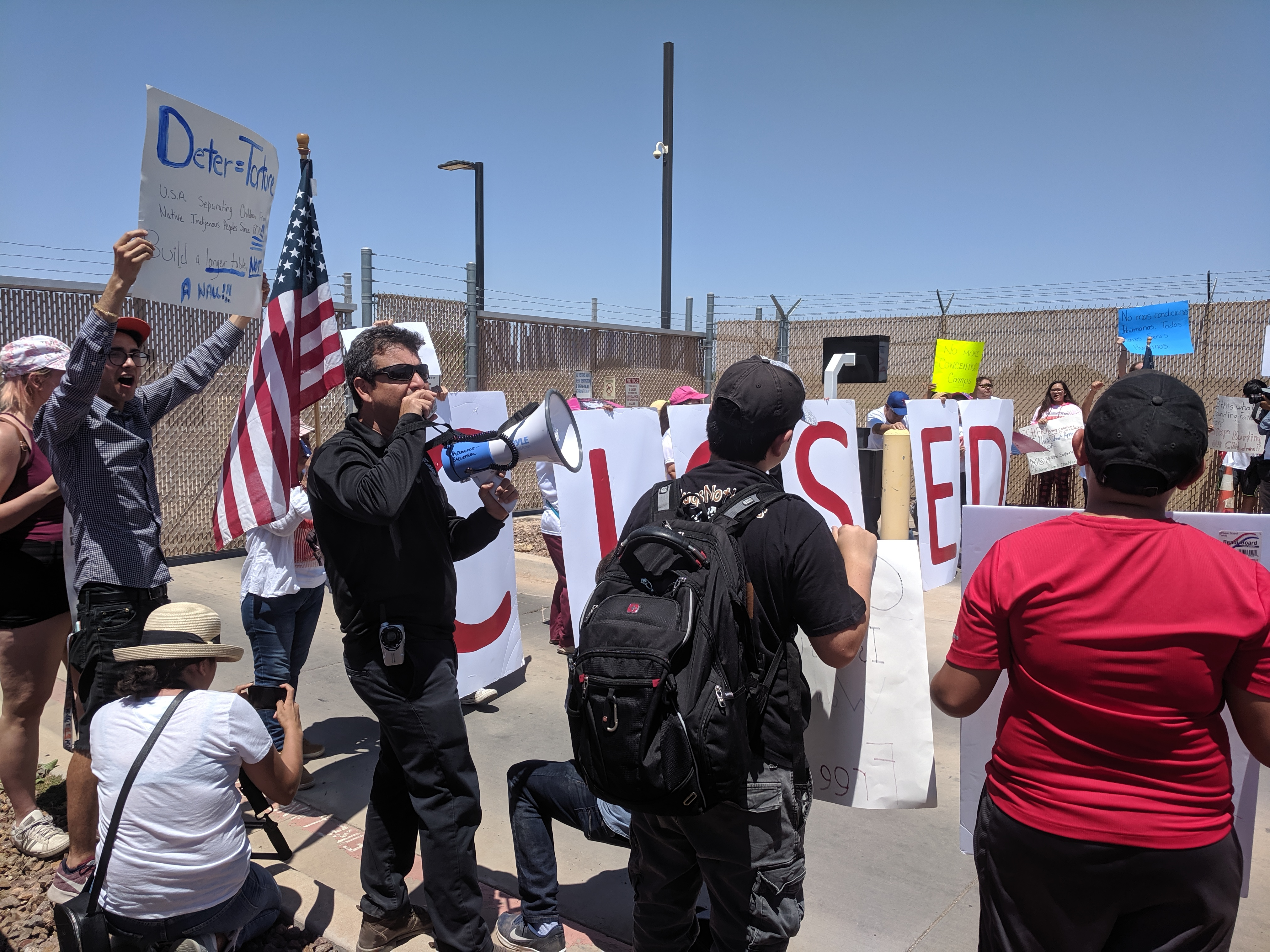
اعتراض علیه بازداشت کودکان در خارج از تأسیسات گارد مرزی در کلینت، تگزاس در ۲۷ ژوئن ۲۰۱۹

سیاست جداسازی خانواده‌ها در دوران اولین دولت ترامپ، یک استراتژی اجرایی بحث‌برانگیز در زمینه مهاجرت بود که از سال ۲۰۱۷ تا ۲۰۱۸ در ایالات متحده اجرا شد و هدف آن جلوگیری از مهاجرت غیرقانونی با جدا کردن کودکان مهاجر از والدین یا سرپرستانشان بود. این سیاست که به عنوان یک رویکرد «تحمل صفر» به عموم معرفی شد، قرار بود قوانین سخت‌گیرانه‌تری را تشویق کرده و از عبور غیرمجاز از مرزها جلوگیری کند. در برخی موارد، خانواده‌هایی که از روش‌های قانونی برای درخواست پناهندگی در نقاط رسمی عبور از مرز استفاده می‌کردند نیز از هم جدا می‌شدند. بر اساس این سیاست، مقامات فدرال کودکان و نوزادان را از والدین یا سرپرستانی که با آنها وارد ایالات متحده شده بودند، جدا می‌کردند. بزرگسالان تحت پیگرد قانونی قرار گرفته و در زندان‌های فدرال نگهداری یا دیپورت می‌شدند، و کودکان تحت نظارت وزارت بهداشت و خدمات انسانی ایالات متحده (HHS) قرار می‌گرفتند. پیش از انتقال به HHS، برخی از کودکان سه هفته یا بیشتر در مراکز شلوغ کنترل مرزی سپری می‌کردند، جایی که گزارش‌هایی از کمبود غذا، عدم دسترسی به لباس‌های تمیز یا امکانات استحمام، و عدم وجود مراقبان بزرگسال وجود داشت؛ دختران ده ساله از کودکان کوچک‌تر مراقبت می‌کردند.
جداسازی خانواده‌ها از تابستان ۲۰۱۷ آغاز شد، پیش از آنکه این سیاست در آوریل ۲۰۱۸ به طور عمومی اعلام شود. این سیاست به طور رسمی از آوریل ۲۰۱۸ تا ژوئن ۲۰۱۸ در سراسر مرز ایالات متحده و مکزیک اجرا شد. با این حال، جداسازی خانواده‌ها حداقل تا هجده ماه پس از پایان رسمی این سیاست ادامه یافت و تخمین زده می‌شود که بین ژوئن ۲۰۱۸ و پایان سال ۲۰۱۹، حدود ۱٬۱۰۰ خانواده از هم جدا شدند. در مجموع، بیش از ۵٬۵۰۰ کودک، از جمله نوزادان، از خانواده‌هایشان جدا شدند.
تا اوایل ژوئن ۲۰۱۸، مشخص شد که این سیاست شامل اقداماتی برای بازگرداندن خانواده‌های جدا شده نبود. اسکات لوید، مدیر دفتر اسکان پناهندگان، به کارکنان خود دستور داده بود که فهرستی از کودکانی که از والدینشان جدا شده‌اند، نگهداری نکنند. متیو آلبنز، رئیس عملیات اجرایی و اخراج مهاجرت و گمرک، به همکاران خود گفته بود که حتی پس از رسیدگی قضایی به والدین، از بازگرداندن کودکان جلوگیری کنند و گفته بود که بازگرداندن کودکان «کل این تلاش را تضعیف می‌کند». پس از انتقادات ملی و بین‌المللی، ترامپ در ۲۰ ژوئن ۲۰۱۸ یک دستور اجرایی برای پایان دادن به جداسازی خانواده‌ها در مرز امضا کرد. در ۲۶ ژوئن ۲۰۱۸، قاضی فدرال دانا سابرو یک دستور موقت سراسری علیه سیاست جداسازی خانواده‌ها صادر کرد و دستور داد که همه کودکان ظرف سی روز با والدینشان بازگردانده شوند. در سال ۲۰۱۹، انتشار ایمیل‌هایی که توسط NBC News به دست آمده بود، نشان داد که اگرچه دولت ادعا کرده بود که از «پایگاه داده مرکزی» دولت برای بازگرداندن هزاران خانواده جدا شده استفاده خواهد کرد، اما دولت تنها اطلاعات کافی برای بازگرداندن شصت کودک به والدینشان را داشت. دولت از تأمین بودجه برای بازگرداندن خانواده‌ها خودداری کرد، و سازمان‌های داوطلبانه هم داوطلب و هم بودجه ارائه دادند. وکلایی که برای بازگرداندن خانواده‌ها کار می‌کردند، اعلام کردند که تا نوامبر ۲۰۲۰، ۶۶۶ کودک هنوز پیدا نشده‌اند و تا مارس ۲۰۲۴، اتحادیه آزادی‌های مدنی آمریکا (ACLU) این تعداد را به ۲٬۰۰۰ کودک افزایش داد.
روزنامه نیویورک تایمز در ۲۰ ژانویه ۲۰۲۵ گزارش داد که دولت ترامپ یک دستور اجرایی بایدن را که برای ایجاد یک گروه کاری جهت بازگرداندن خانواده‌های جدا شده در مرز جنوبی صادر شده بود، لغو کرد. در مدت زمان فعالیت این گروه کاری، نزدیک به ۸۰۰ کودک با والدینشان بازگردانده شدند.